# Euxoa tristis
Euxoa tristis is een vlinder uit de familie uilen (Noctuidae). De wetenschappelijke naam is voor het eerst geldig gepubliceerd in 1898 door Staudinger.
De soort komt voor in Europa.